# Pozsegaújvár
Pozsegaújvár (más néven Újvár, Hegyesd, horvátul: Vrhovački grad) egy várrom Horvátországban, a Pozsega-Szlavónia megyei Gradski Vrhovci településen.

## Fekvése
Gradski Vrhovci falutól északnyugatra, a Pozsegai-hegység közepén, egy 420 méter magasságú, erdős magaslaton található.

## Története
Újvár első említése 1444-ben történt, amikor a Pozsegai út védelmezőjeként tűnik fel. A törökök 1537-ben foglalták el. A várat egy 1596-os hőstett miatt szlavóniai Szigetvárnak is nevezik. A vár török parancsnoka Iszmail bég meghívta a várba az akkori pozsegai ferences tartományfőnököt Grgur Marasović atyát, aki egy barátja, Vid Kovačević kíséretében érkezett a várba. Miután a bég kigúnyolta a szerzetest Kovačević felindulásában megölte őt. Erre a keresztény szolgák a látogatók mellé állva segítettek a török katonák legyőzésében. Egy azonban megszökött közülük és egyenesen a pozsegai pasához ment. A török sereg ezután 15 napig ostromolta a várat. Ekkor azonban három várvédő beosont a török parancsnok sátrába, megölte őt és fejét a vár felé mutatta fel. Arra számítottak, hogy a pánikba esett ellenség erre meghátrál. Közben azonban megérkezett maga a pasa 400 harcosával és azonnali rohamot vezényelt. Erre a kevés védő Vid Kovačević vezetésével kirohant a várból az ellenségre. Állítólag, miközben az összes védőt megölték, 300 török is elesett a csatában, köztük maga a pasa is. Akárhogy is volt, de ennek a hősies cselekedetnek erős visszhangja volt az akkor még hódoltságnak számító Szlavóniában, ahol éppen folytak az előkészületek a végső felszabadításhoz. A várat 1702-es esztendőben már romként említik. 

## A vár mai állapota
A vár egy megközelítőleg süveg formájú hegy tetején észak-dél irányban helyezkedik el. A hegy keleti oldalában, egy csigavonalban felvezető, széles gyalogút vezet fel a külsőváron át a belsővárba. A vár tört kövekből épült, faragott kövek nélkül. A belsővár négyszög, míg a külsővár sokszög alaprajzú. A belsővár keleti fala kívülről mintegy másfél méter magas, belülről már csak sánc jellegű. A keleti fal északi sarkában lévő kör alakú lakótoronynak ugyancsak csak a keleti fala maradt meg. Ez mintegy 4 méter magas. A torony udvar felőli oldalának helyén ma csak egy kör alakú alapfal látható. A belső vár északi fala már nincs  meg, míg a nyugati fala nagyjából ugyanolyan állapotú, mint a keleti. A legjobb állapotban a belsővár déli oldala maradt fenn, mely mintegy 3 méter magas. A kapu a déli fal nyugati harmadában lehetett, a délkeleti sarokban, pedig a 4 és fél méter magas védőfal magasodik. Az északi, közel félkör alakú külsővár csak sánc formájában látható. A nyugati falszoros és a déli külső vár várfalai belülről, másfél méter magasok, kívülről pedig 6-7 méteresek. Az egész várat sűrű növényzet borítja, mely csak helyenként ritkább.